# Breve diccionario etimológico de la lengua castellana
El  Breve diccionario etimológico de la lengua castellana  és un diccionari etimològic realitzat pel filòleg català Joan Coromines (1905-1997), i publicat a Madrid per l'Editorial Gredos el 1990.
L'obra de Joan Coromines encara avui és una obra de referència en l'àmbit de la filologia romànica, ha estat reconeguda amb les màximes distincions honorífiques de la societat civil espanyola com va ser el Premi Nacional de les Lletres Espanyoles el 1989 pel conjunt de la seva obra, en castellà i català.